# 미야마에다이라역
미야마에다이라역(일본어: 宮前平駅, みやまえだいらえき)은 일본 가나가와현 가와사키시 미야마에구에 있는 도쿄 급행 전철의 역이다. 역 번호는 DT13이다.

## 역사
- 1966년 4월 1일: 영업 개시.

## 역 구조
상대식 승강장 2면 2선의 고가역이다. 2015년 9월 26일 막차 이후, 하행의 주오린칸 방면에 스크린도어가 설치되어 10월 31일부터 공용을 개시한. 단, 이 노선은 6량차와 혼재하여 운용하고 있는 관계상, JR도카이도 신칸센 아타미역과 큐슈신칸센・호쿠리쿠 신칸센・도호쿠 신칸센의 일부역과 마찬가지로 승강장의 안쪽에 걸고 설치되었다.

### 승강장
| 번호 | 노선        | 방향 | 행선                                                                |
| ---- | ----------- | ---- | ------------------------------------------------------------------- |
| 1    | 덴엔토시 선 | 하행 | 사기누마・나가쓰타・주오린칸 방면                                   |
| 2    | 덴엔토시 선 | 상행 | 후타코타마가와・시부야・ 한조몬 선 오시아게・ 도부 선 가스카베 방면 |

## 역 주변
역 주변은 제1종 중고층 주거 전용 지역으로 주택이 펼쳐지고 있다. 미야마에 구청과 가장 가까운 역이며 역에서 북쪽으로 언덕을 오르면 교육, 공공 시설이 집중되어 있다.
- 미야마에 구청 - 도보 10분, 시내 버스 2분.
- 가나가와 현 경찰 미야마에 경찰서
- 가와사키시 소방국 미야마에 소방서
- 가와사키 시 미야마에 문화 센터
  - 가와사키 시립 미야마에 도서관
- 미야마에다이라 어린이 문화 센터
- 가와사키 미야마에다이라 우체국
- 가와사키 도바시 우체국
- 미야마에다이라 쇼핑 파크
- 도큐 스토어 미야마에다이라점
- 돈키호테 도메이 가와사키점
- 미야마에다이라 어린이 집
- 가와사키 시립 후지미다이 초등학교
- 가와사키 시립 미야마에다이라 중학교
- 미야마에다이라 공원
- 미야마에다이라 제2공원
- 미야마에다이라 제3공원

## 인접역
| 도쿄 급행 전철 덴엔토시 선    | 도쿄 급행 전철 덴엔토시 선 | 도쿄 급행 전철 덴엔토시 선  |
| ----------------------------- | -------------------------- | --------------------------- |
| DT12 미야자키다이 시부야 방면 | ■ 각역정차                 | 사기누마 DT14 주오린칸 방면 |